# Liste von Kirchenmusikkomponisten

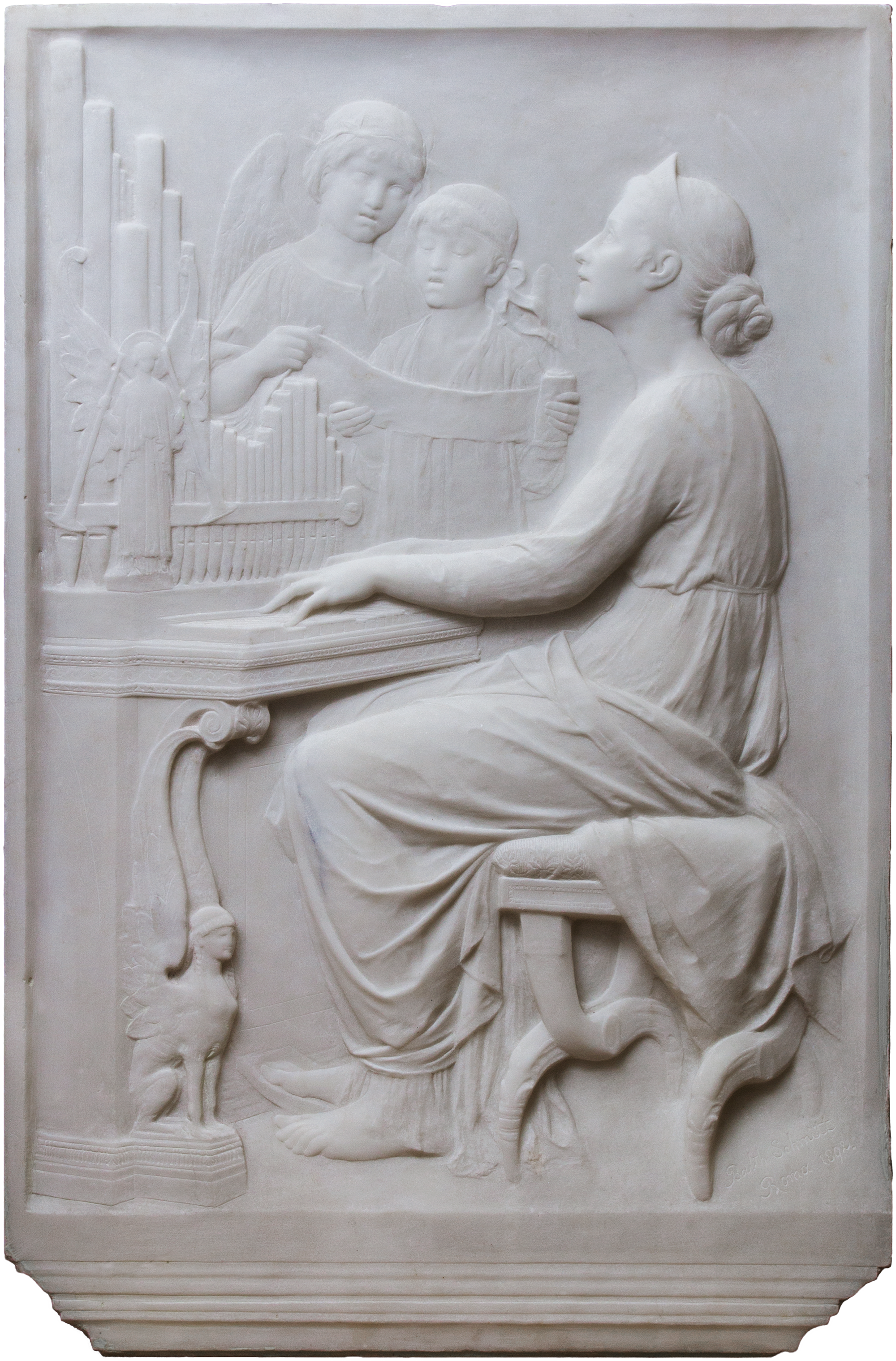
Cäcilia von Rom (≈ 200–230), Patronin der Kirchenmusik

Diese Liste von Kirchenmusikkomponisten umfasst sukzessive Komponisten mit beachtenswerten Werken der Kirchenmusik (Instrumental- und Vokalwerke) von überregionaler Bedeutung.

## Alte Musik in Europa

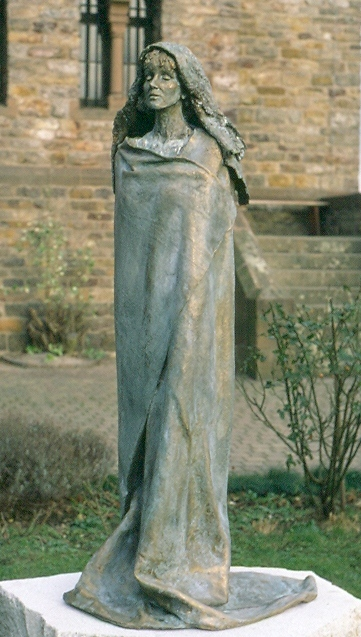
Hildegard von Bingen

### Mittelalter
- Petrus Abaelardus (1079–1142) – Vokalwerke, u. a. Klagegesänge (Plankus), Hymnen
- Hildegard von Bingen (1098–1179) – Vokalwerke, u. a. Geistliches Singspiel, liturgische Gesänge
- Guillaume de Machaut (1300/05–1377) – Vokalwerke, u. a. Messe de Nostre Dame

### Renaissance

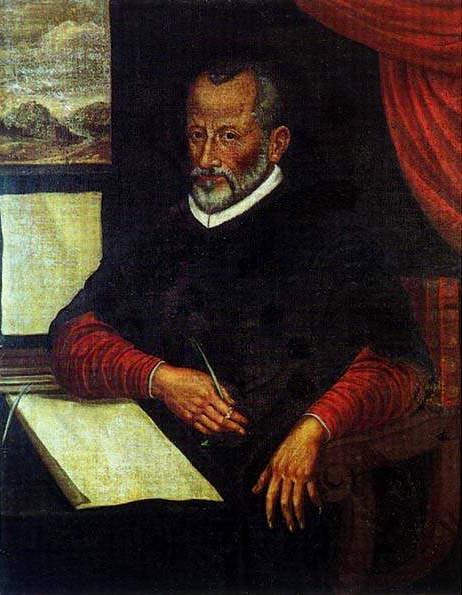
Giovanni Pierluigi da Palestrina

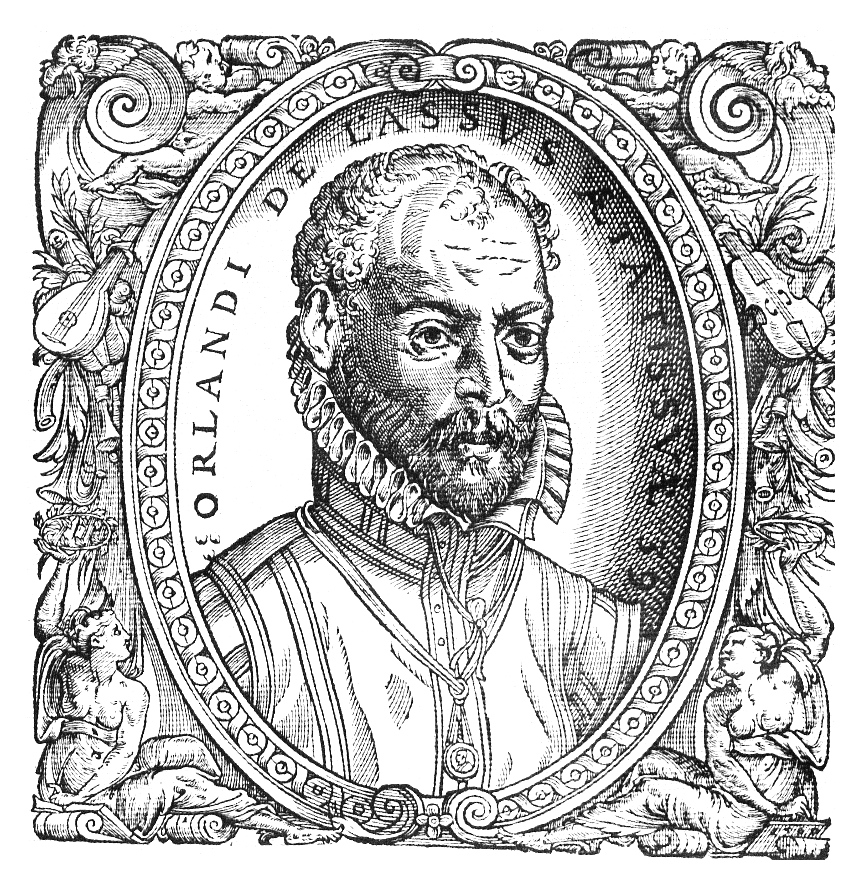
Orlando di Lasso

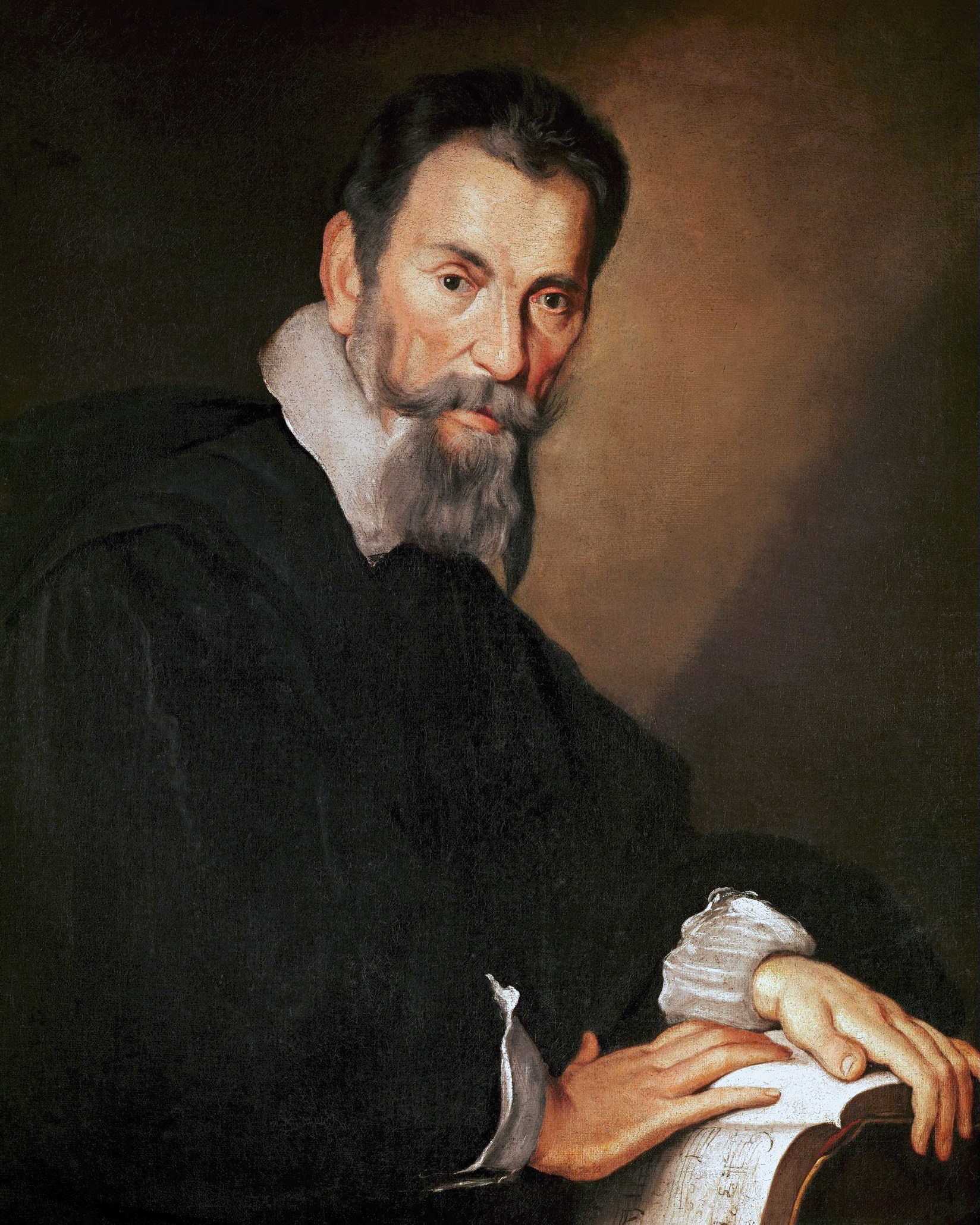
Claudio Monteverdi

- Guillaume Dufay (1397–1474) – Vokalwerke
- Gilles Binchois (um 1400 – 1460) – Vokalwerke
- Johannes Ockeghem (um 1420/25 – 1497) – Vokalwerke
- Gaspar van Weerbeke (um 1445 – nach 1517) – Vokalwerke
- Josquin Desprez (1450/55–1521) – Vokalwerke
- Heinrich Isaac (um 1450 – 1517) – Vokalwerke, u. a. Virgo prudentissima und Innsbruck, ich muss dich lassen
- Jacob Obrecht (1457/58 – 1505) – Vokalwerke
- Pierre de la Rue (1460/70 – 1518) – Vokalwerke
- Adrian Willaert (um 1490 – 1562) – Vokalwerke
- Ludwig Senfl (1490–1543) – Vokalwerke
- Costanzo Festa (1490–1545) – Vokalwerke
- Philippe Verdelot (1490–1562) – Vokalwerke
- Johann Walter (1496–1570) – Vokalwerke, u. a. Wach auf, wach auf, du deutsches Land
- Thomas Tallis (um 1505 – 1585) – Instrumental- und Vokalwerke, u a. Spem in alium
- Antonio de Cabezón (1510–1566) – Instrumental- und Vokalwerke
- Giovanni Animuccia (1514–1571) – Vokalwerke
- Jobst von Brandt (1517–1570) – Vokalwerke
- Sigmund Hemmel (um 1520 – 1565) – Vokalwerke
- Philippe de Monte (1521–1603) – Vokalwerke
- Giovanni Pierluigi da Palestrina (1525–1594) – Vokalwerke, u. a. Missa Papae Marcelli
- Claude Le Jeune (um 1530 – 1600) – Instrumental- und Vokalwerke
- Orlando di Lasso (1532–1594) – Vokalwerke
- Andrea Gabrieli (1532/33–1586) – Instrumental- und Vokalwerke
- Claudio Merulo (1533–1604) – Instrumental- und Vokalwerke
- Hans Leo Haßler (1546–1612) – Instrumental- und Vokalwerke, u. a. Messen, Motetten
- Gutierre Fernández Hidalgo (um 1547 – 1623) – Vokalwerke
- Thomas Morley (1557–1602) – Instrumental- und Vokalwerke
- Giovanni Gabrieli (1557–1613) – Instrumental- und Vokalwerke
- C. Crassini (1561–1632) – Vokalwerke
- Christoph Demantius (1567–1643) – Vokalwerke
- Claudio Monteverdi (1567–1643) – Vokalwerke, u. a. Marienvesper

### Barock

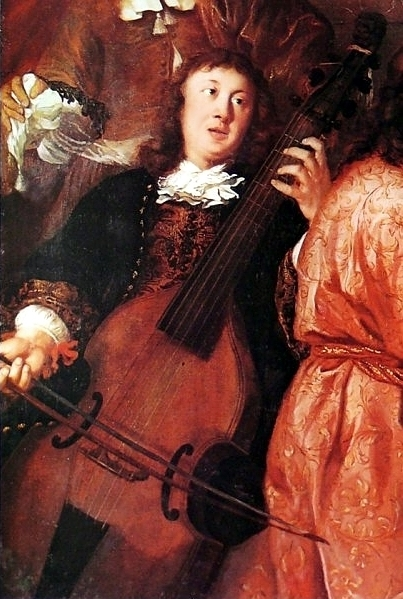
Dieterich Buxtehude

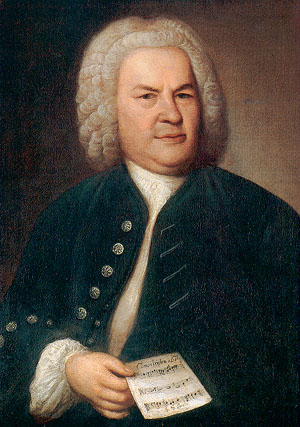
Johann Sebastian Bach

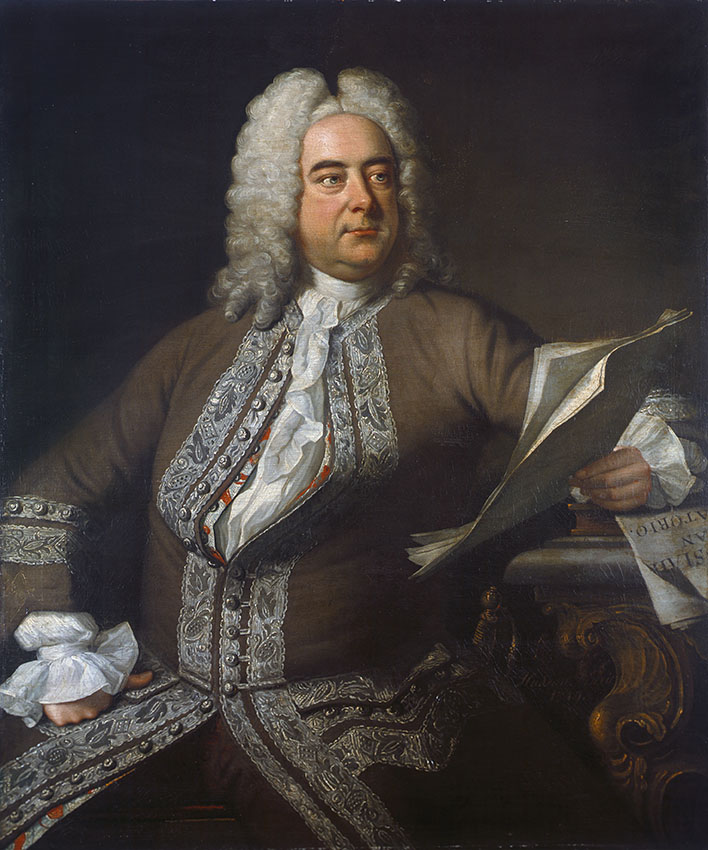
Georg Friedrich Händel

- Adriano Banchieri (1568–1634) – Vokalwerke
- Melchior Vulpius (1570–1615) – Vokalwerke
- Michael Praetorius (1571–1621) – Instrumental- und Vokalwerke, u. a. Choralbearbeitungen, Messen und Motette
- Thomas Tomkins (1572–1656) – Instrumental- und Vokalwerke
- Thomas Weelkes (1576–1623) – Vokalwerke
- Johann Stobäus (1580–1646) – Vokalwerke
- Girolamo Frescobaldi (1583–1643) – Instrumental- und Vokalwerke
- Heinrich Schütz (1585–1672) – Vokalkompositionen, u. a. Motetten, Psalmvertonungen, Cantiones sacrae, Passionen
- Johann Hermann Schein (1586–1630) – Vokalwerke
- Matthias Weckmann (1615/17–1674) – Instrumental- und Vokalwerke
- Johann Rosenmüller (1619–1684) – Instrumental- und Vokalwerke
- Giovanni Battista Vitali (1632–1692) – Instrumental- und Vokalwerke
- Dietrich Buxtehude (1637–1707) – Instrumental- und Vokalwerke
- Marc-Antoine Charpentier (1643–1704) – Instrumental- und Vokalwerke
- Heinrich Ignaz Franz Biber (1644–1704) – Instrumental- und Vokalwerke
- Arcangelo Corelli (1653–1713) – Instrumentalwerke
- Johann Pachelbel (1653–1706), Instrumentalwerke (Orgel)
- Henry Purcell (1659–1695) – Instrumental- und Vokalwerke
- Alessandro Scarlatti (1660–1725) – Vokalwerke, u. a. Messe St. Cecilia
- Johann Joseph Fux (1660–1741) – Instrumental- und Vokalwerke
- Nicolaus Bruhns (1665–1697) – Instrumental- und Vokalwerke
- Jean Gilles (1668–1705) – Vokalwerke
- Reinhard Keiser (1674–1739) – Vokalwerke, u. a. Brockes-Passion
- Georg Philipp Telemann (1681–1767) – Instrumental- und Vokalwerke
- Meinrad Spieß (1683–1761) – Instrumental- und Vokalwerke
- Francesco Durante (1684–1755) – Vokalwerke
- Johann Theodor Roemhildt (1684–1756) – Instrumental- und Vokalwerke
- Johann Sebastian Bach (1685–1750) – Instrumental- und Vokalwerke, Orgelwerke, Kantaten, Oratorien, Motetten, Messen
- Georg Friedrich Händel (1685–1759) – Instrumental- und Vokalwerke, u. a. Dettinger Te Deum, Messiah, Coronation Anthems
- Johann Adolf Hasse (1699–1783) – Vokalwerke

## Baltikum

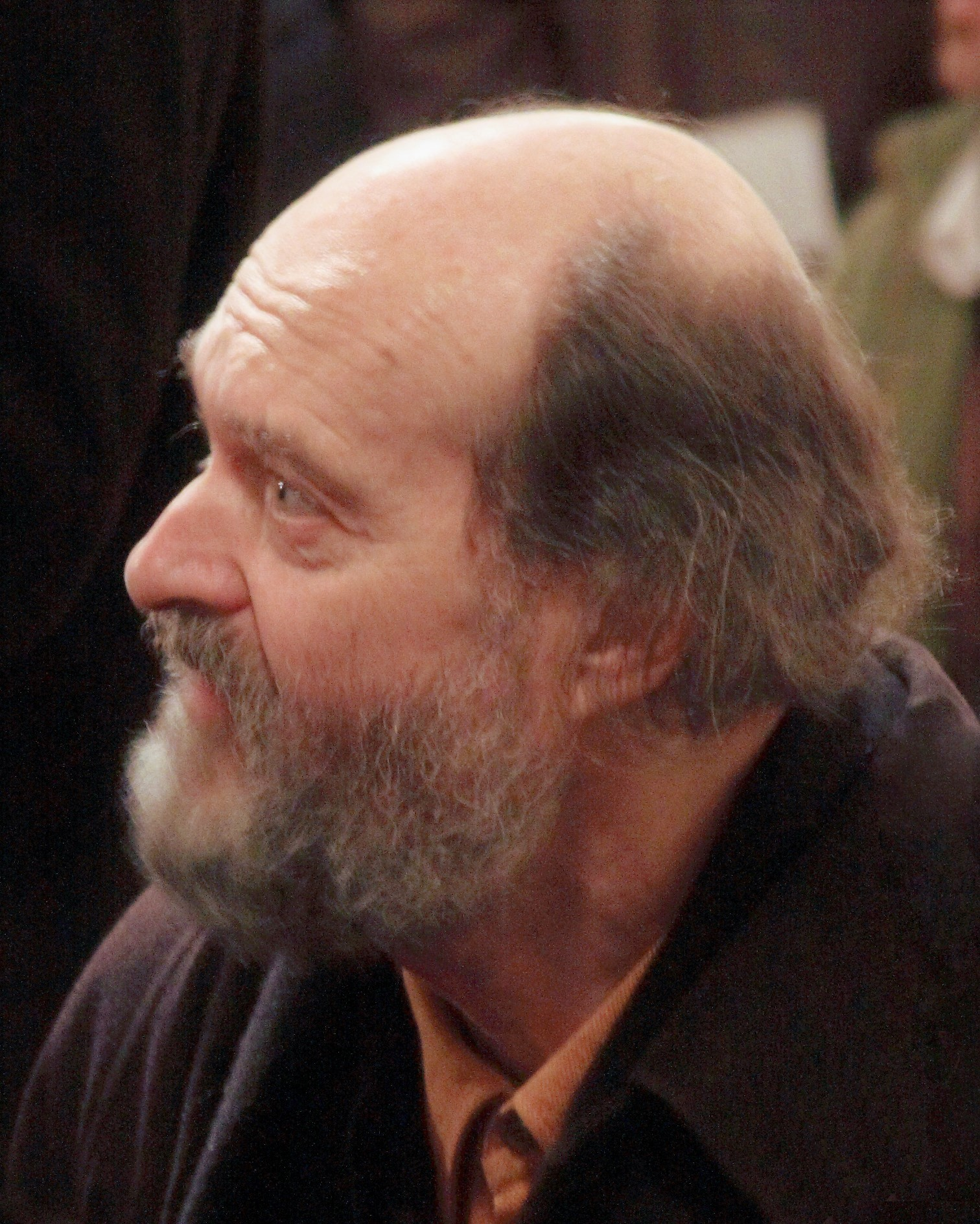
Arvo Pärt

- Miina Härma (1864–1941) – Instrumental- und Vokalwerke
- Juhan Aavik (1884–1982) – Instrumental- und Vokalwerke
- Cyrillus Kreek (1889–1962) – Instrumental- und Vokalwerke
- Johannes Hiob (1907–1942) – Instrumental- und Vokalwerke
- Arvo Pärt (* 1935) – Instrumental- und Vokalwerke

## Benelux
- Hendrik van den Abeele  (1869–1931) – Instrumental- und Vokalwerke
- Joseph Ryelandt (1870–1965) – Vokalwerke
- Jules Van Nuffel (1883–1953) – Instrumental- und Vokalwerke

## Deutschsprachiger Raum

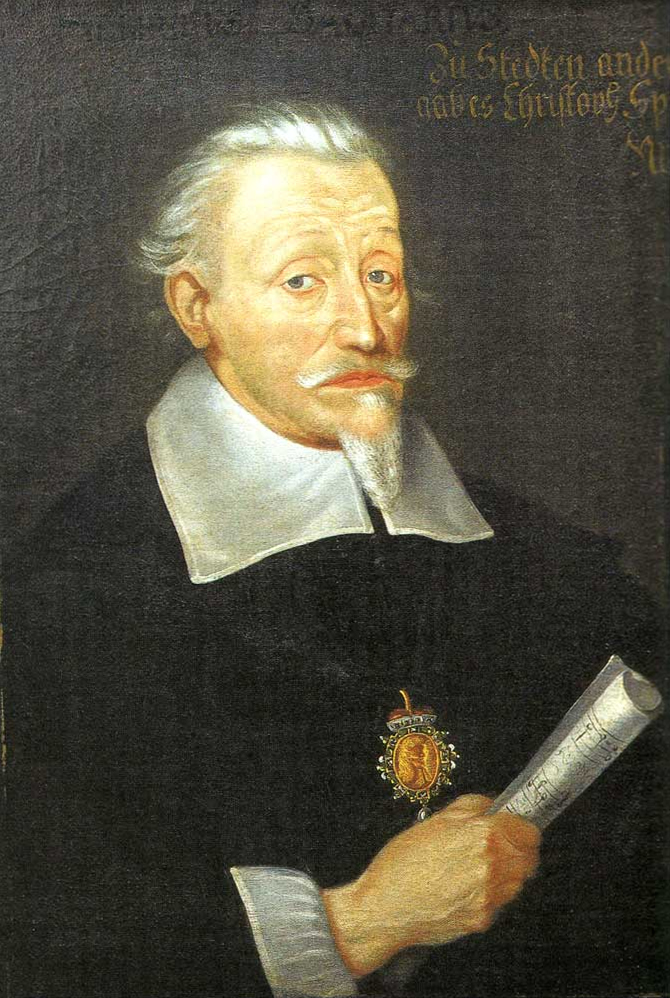
Heinrich Schütz

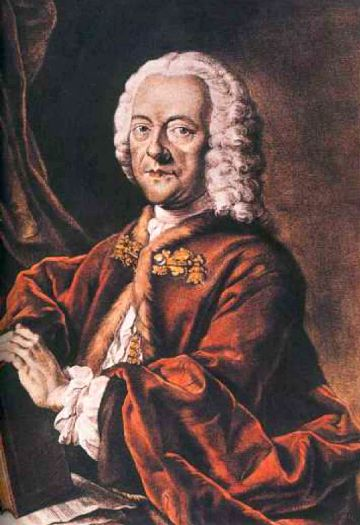
Georg Philipp Telemann

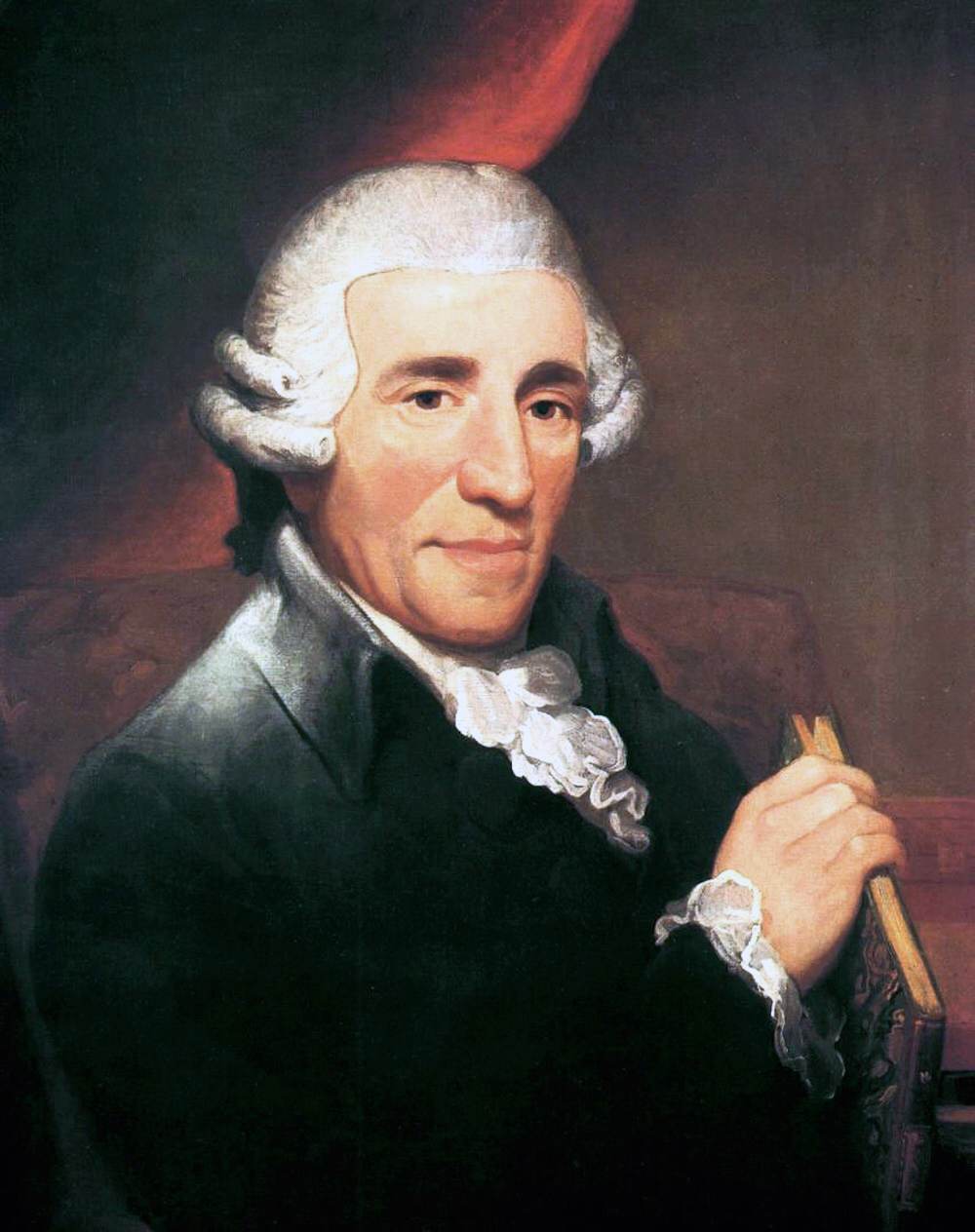
Joseph Haydn

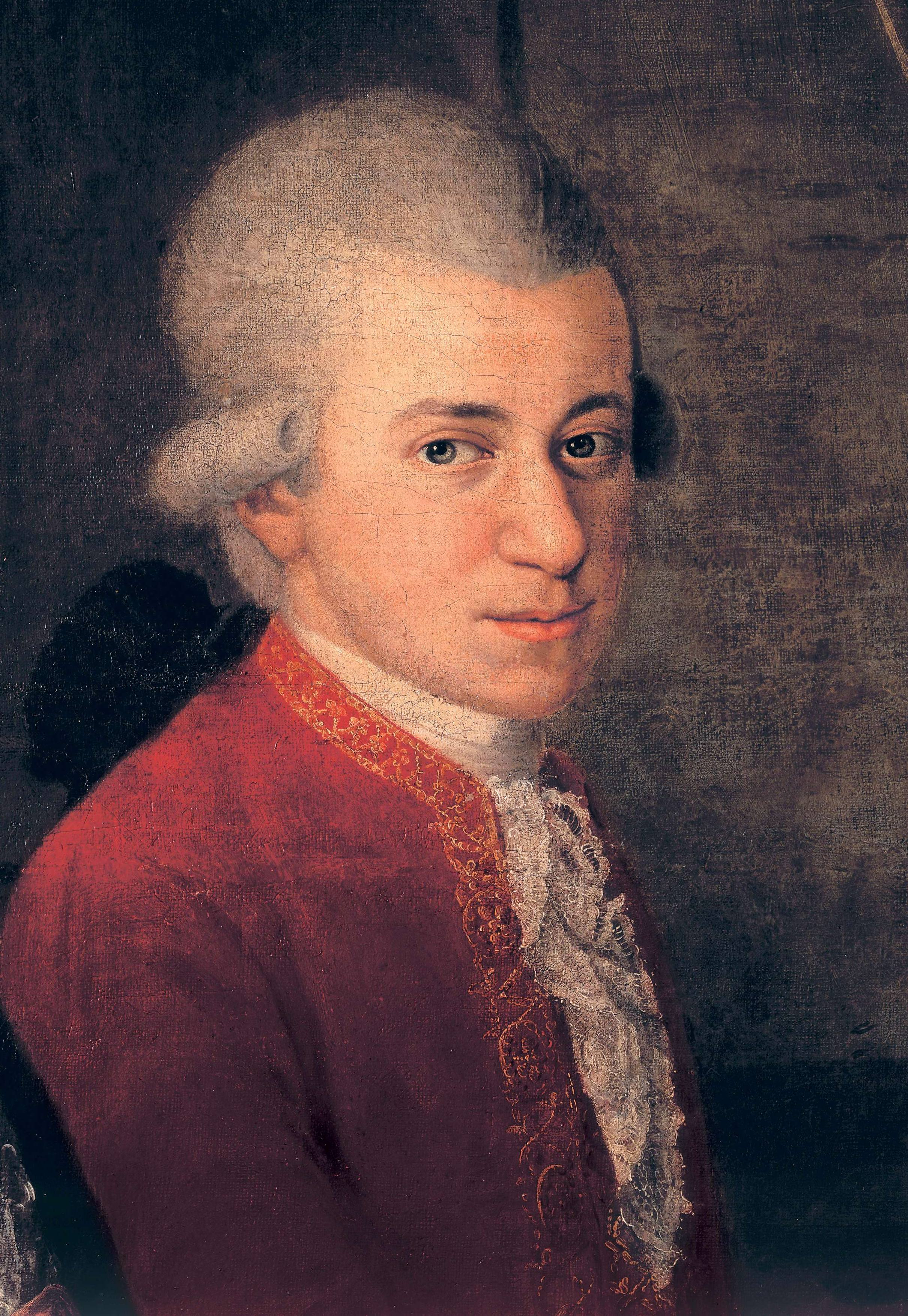
Wolfgang Amadeus Mozart

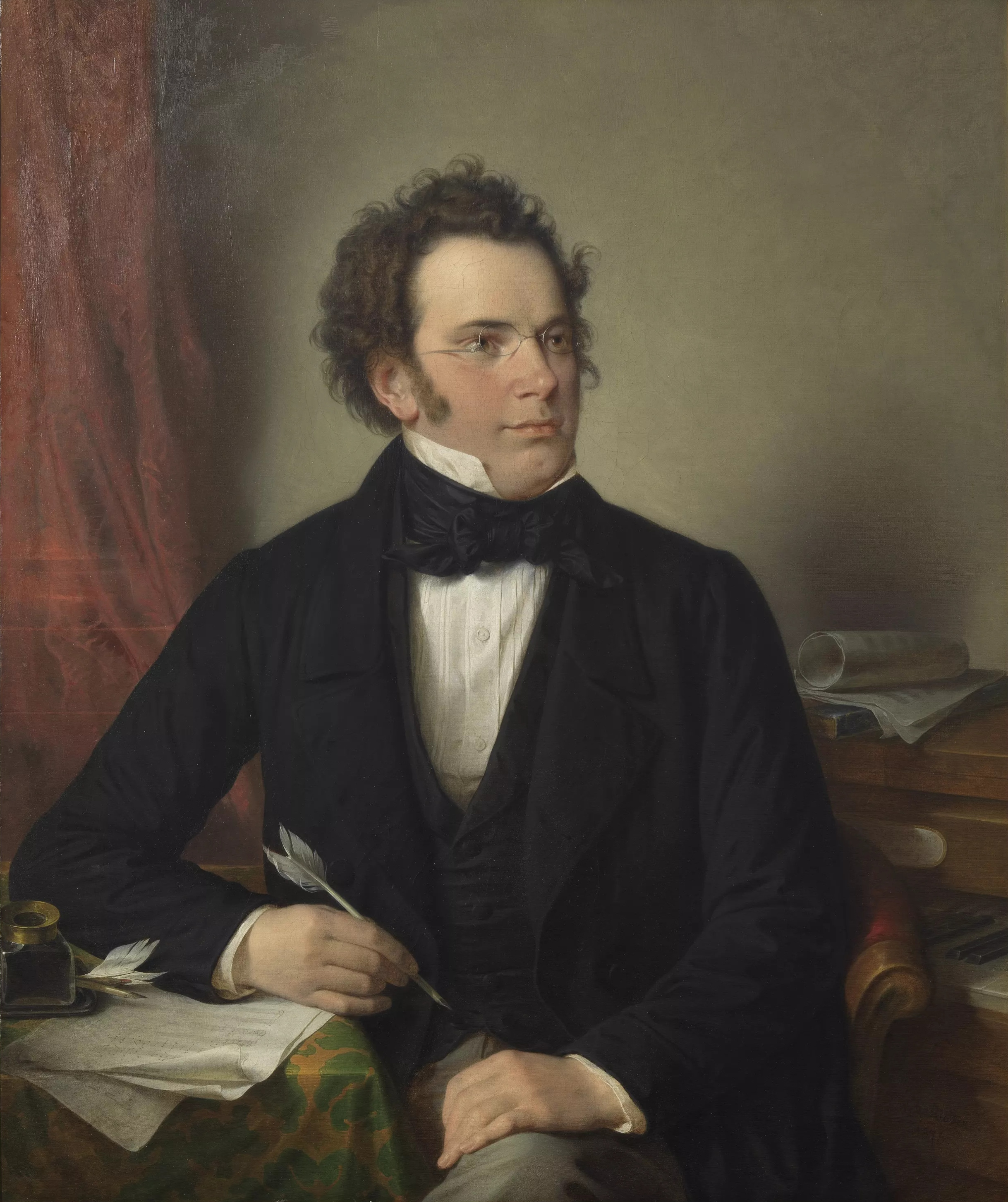
Franz Schubert

Felix Mendelssohn Bartholdy

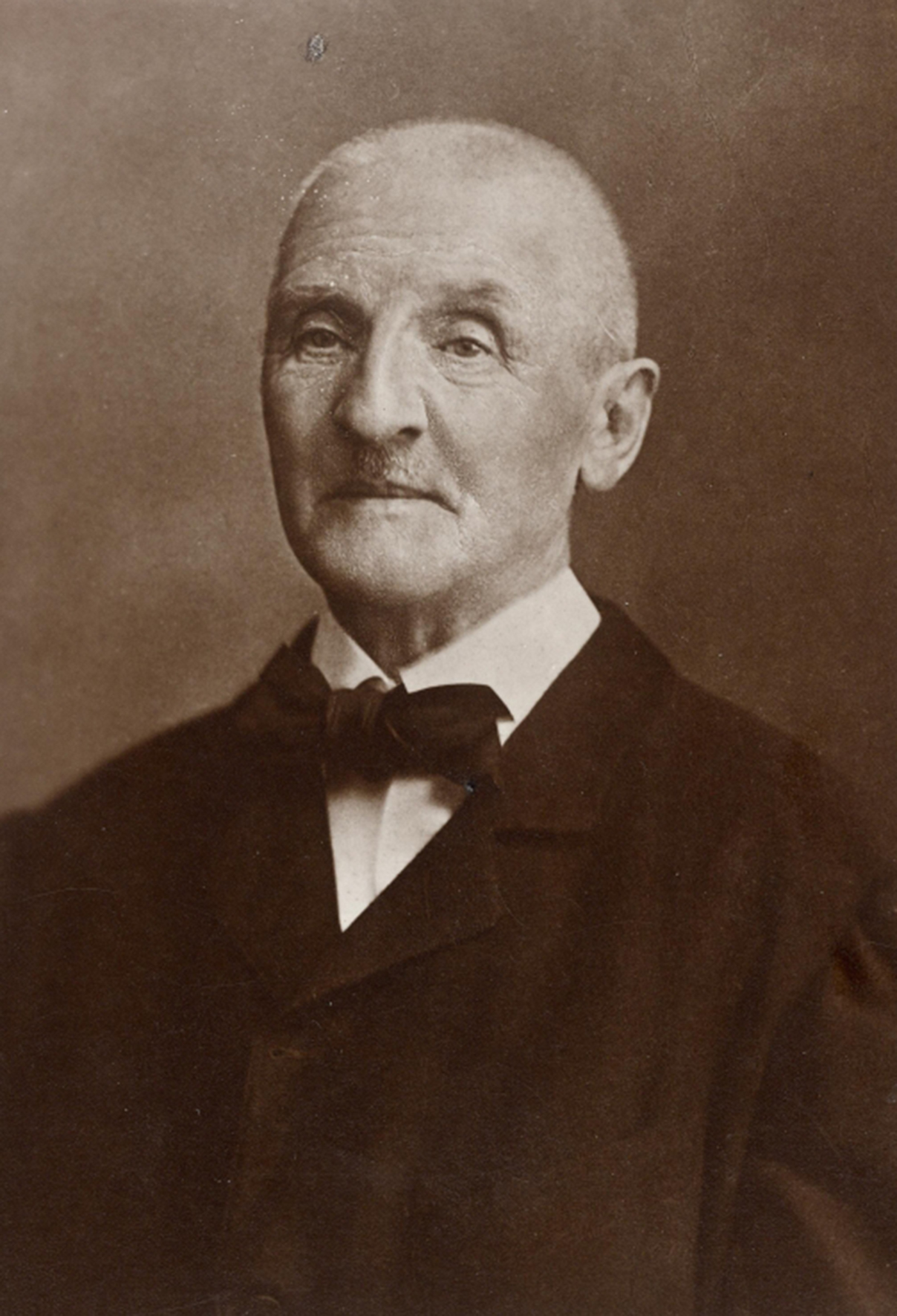
Anton Bruckner

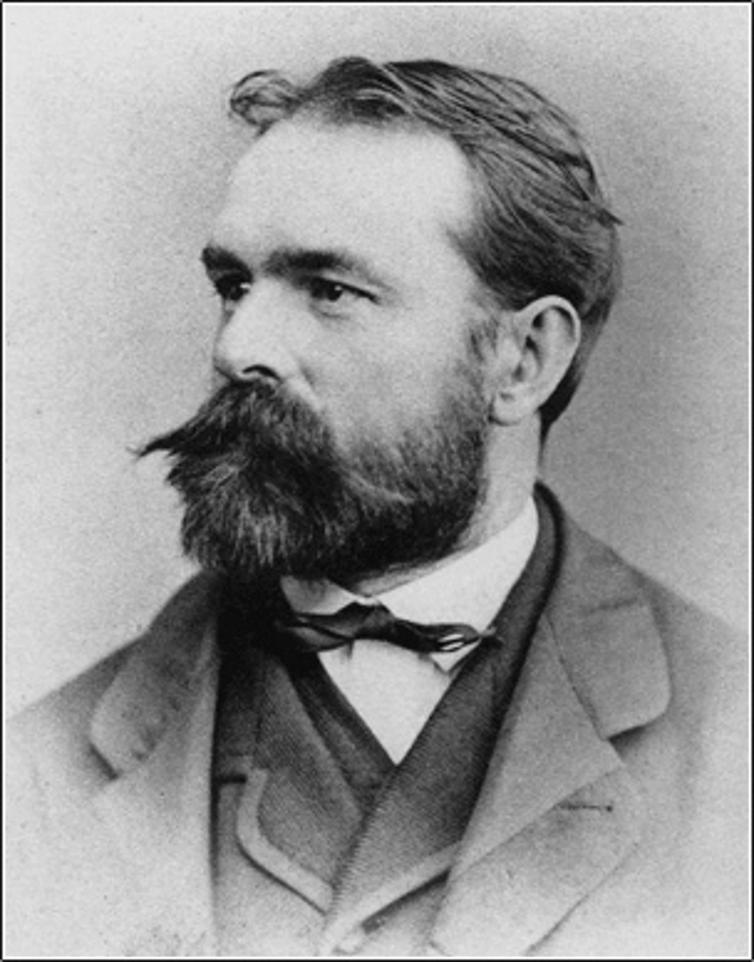
Josef Gabriel Rheinberger

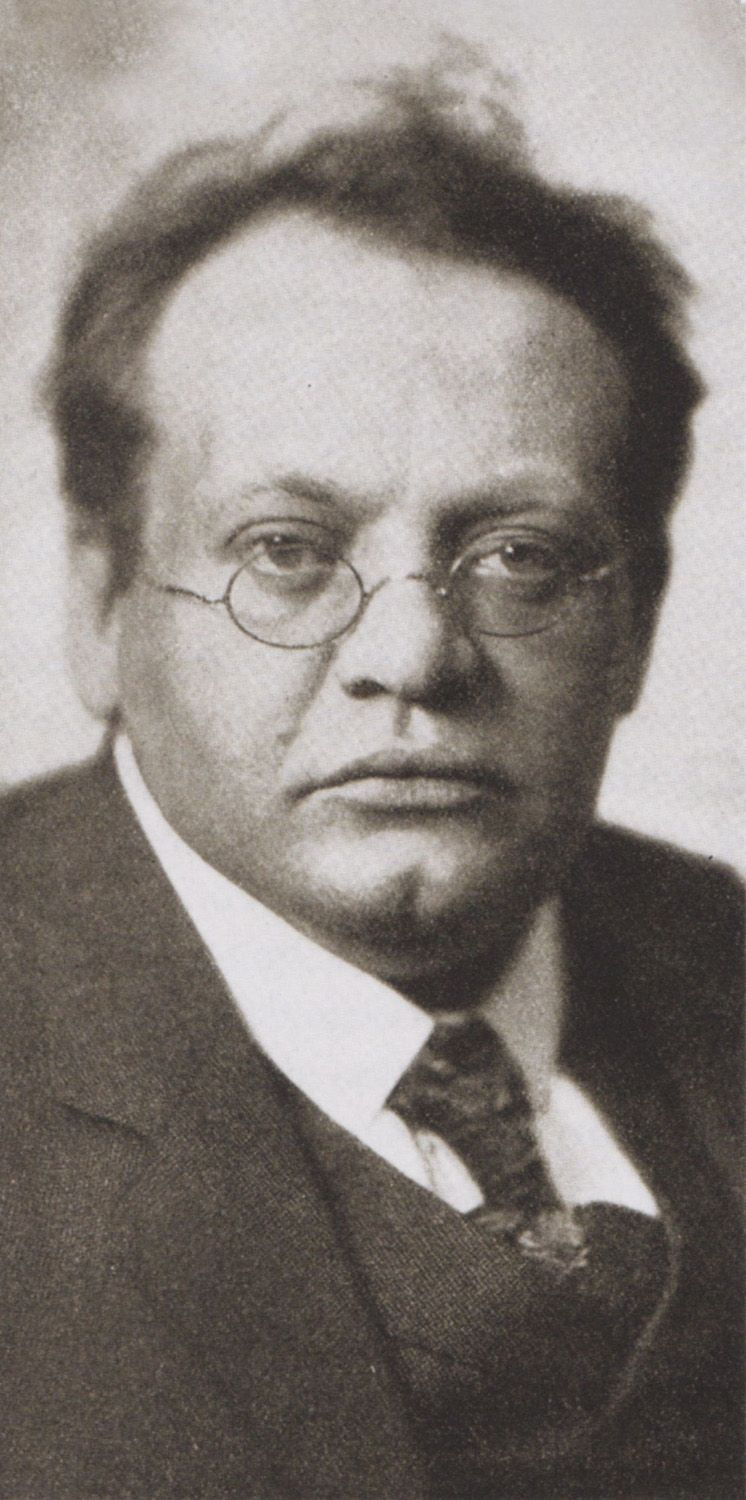
Max Reger

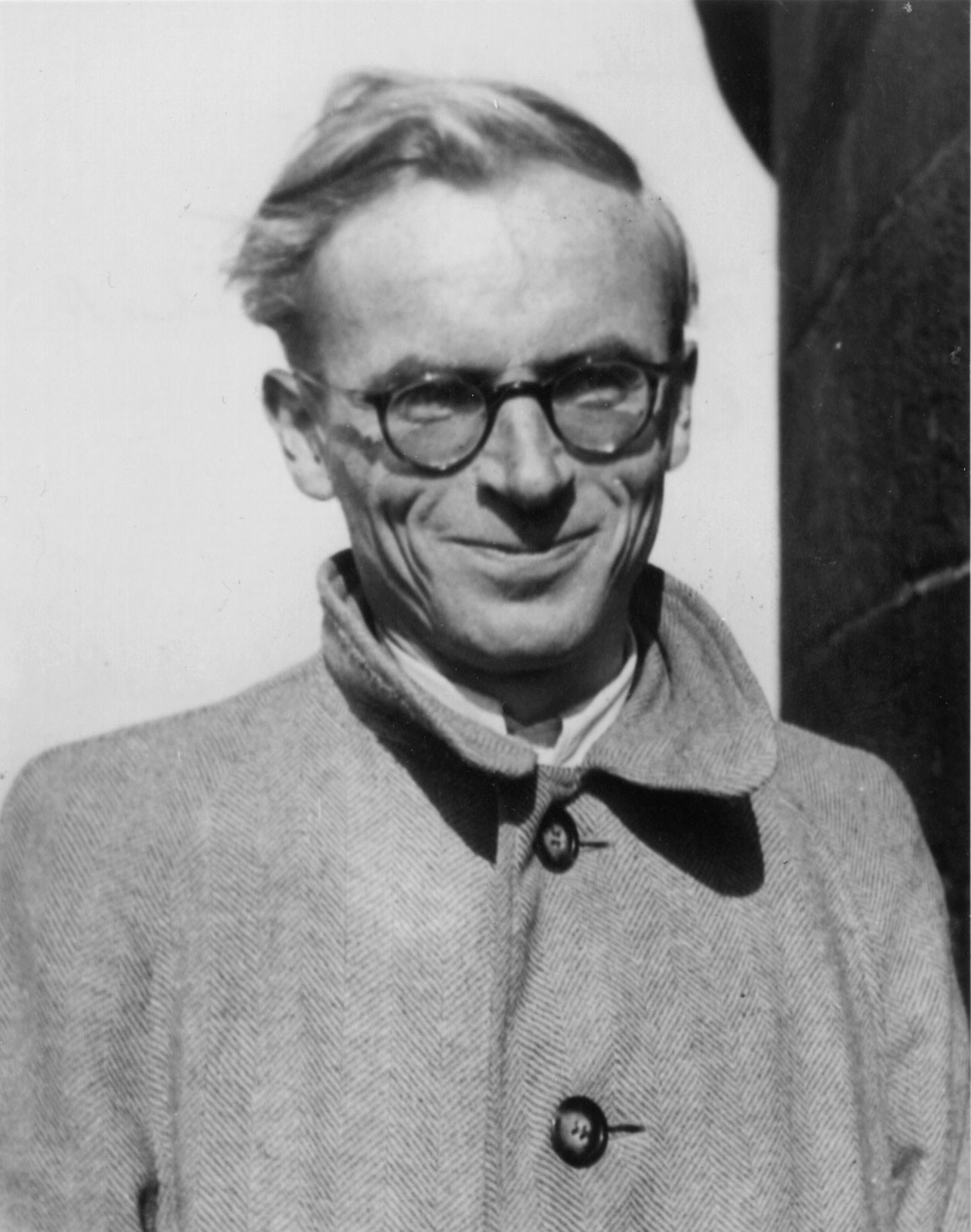
Hugo Distler

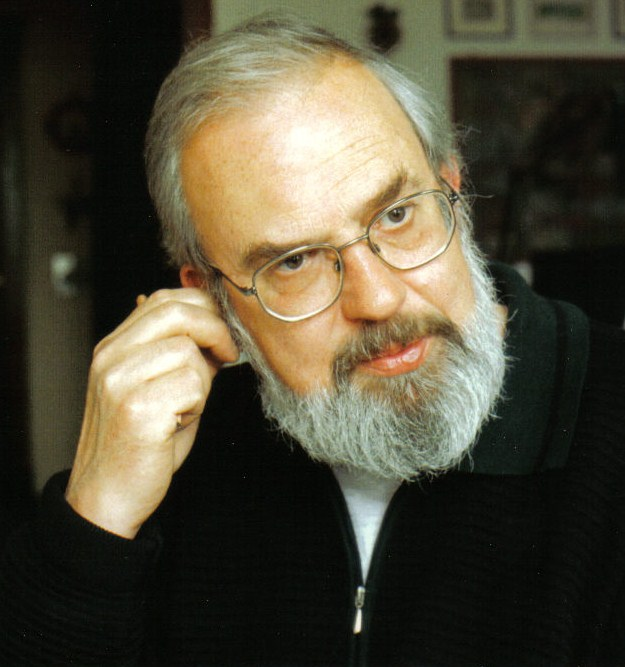
Helge Jung

- Johann Walter (1496–1570) – Vokalwerke
- Hans Leo Haßler (1546–1612) – Instrumental- und Vokalwerke
- Michael Praetorius (1571?–1621) – Instrumental- und Vokalwerke
- Moritz Landgraf von Hessen-Kassel (1572–1632)
- Melchior Franck (um 1579 – 1639) – Vokalwerke
- Heinrich Schütz (1585–1672) – Vokalwerke
- Johann Hermann Schein (1586–1630) – Instrumental- und Vokalwerke
- Samuel Scheidt (1587–1654) – Instrumental- und Vokalwerke
- Johann Bach (1604–1673) – Instrumental- und Vokalwerke
- Dietrich Buxtehude (um 1637 – 1707) – Instrumental- und Vokalwerke, v. a. Orgelwerke und Kantaten
- Johann Christoph Bach (1642–1703) – Instrumental- und Vokalwerke
- Heinrich Ignaz Franz Biber (1644–1704) – Instrumental- und Vokalwerke
- Johann Michael Bach (1648–1694) – Instrumental- und Vokalwerke
- Johann Pachelbel (1653–1706) – Instrumentalwerke (Orgel)
- Johann Joseph Fux (1660–1741) – Instrumental- und Vokalwerke
- Johann Ludwig Bach (1677–1731) – Instrumental- und Vokalwerke
- Jan Dismas Zelenka (1679–1745) – Instrumental- und Vokalwerke
- Georg Philipp Telemann (1681–1767) – Instrumental- und Vokalwerke, u. a. Kantaten, Psalmen, Passionen, Oratorien, Orgelwerke
- Valentin Rathgeber (1682–1750) – Instrumental- und Vokalwerke, u. a. Instrumentalkonzerte, Orgelmusik, Messen, Requien, Hymnen Vespern
- Meinrad Spieß (1683–1761) – Instrumental- und Vokalwerke
- Johann Sebastian Bach (1685–1750) – Instrumental- und Vokalwerke
- Joseph Meck (um 1690 – 1758) – Instrumental- und Vokalwerke
- Johann Adolph Hasse (1699–1783) – Vokalwerke
- Carl Philipp Emanuel Bach (1714–1788) – Instrumental- und Vokalwerke
- Johann Christoph Friedrich Bach (1732–1795) – Instrumental- und Vokalwerke
- Joseph Haydn (1732–1809) – Instrumental- und Vokalwerke, u. a. Messen, Oratorien, Motetten
- Johann Christian Bach (1735–1782) – Instrumentalwerke
- Johann Georg Albrechtsberger (1736–1809) – Instrumental- und Vokalwerke
- Johann Michael Haydn (1737–1806) – Instrumental- und Vokalwerke, u. a. Messen, Requiem, Motetten
- Christian Wilhelm Alers (1737–1806) – Vokalwerke
- Angelus Dreher (1741–1809) – Instrumental- und Vokalwerke
- Nikolaus Betscher (1745–1811) – Instrumental- und Vokalwerke
- Gilbert Michl (1750–1828) – Vokalwerke (Requiem)
- Antonio Salieri (1750–1825) – Instrumental- und Vokalwerke, u. a. La passione di nostro signore Gesù Cristo
- Wolfgang Amadeus Mozart (1756–1791) – Instrumental- und Vokalwerke, u. a. Messen, Requiem, Epistelsonaten
- Benno Grueber (1759–1796) – Vokalwerke
- Max Keller (1770–1855) – Instrumental- und Vokalwerke
- Christian Gottlob August Bergt (1771–1837) – Instrumental- und Vokalwerke
- Franz Schubert (1797–1828) – Vokalwerke, u. a. Messen, Offertorien, Stabat Mater, Tantum ergo
- Felix Mendelssohn Bartholdy (1809–1847) – Instrumental- und Vokalwerke, u. a. Oratorien, Orgelwerke
- Gustav Flügel (1812–1900) – Instrumental- und Vokalwerke
- Friedrich Mergner (1818–1891) – Instrumental- und Vokalwerke
- Anton Bruckner (1824–1896) – Instrumental- und Vokalwerke, u. a. Messe Nr. 3 in f-Moll und Te Deum
- Wilhelm Westmeyer (1829–1880) – Vokalwerke
- Winand Nick (1831–1910) – Vokalwerke
- Johannes Brahms (1833–1897) – Instrumental- und Vokalwerke, u. a. Ein deutsches Requiem und Choralbearbeitungen für Orgel
- Albert Becker (1834–1899) – Instrumental- und Vokalwerke
- Felix Draeseke (1835–1913) – Vokalwerke
- Joseph Gabriel Rheinberger (1839–1901) – Instrumental- und Vokalwerke
- Heinrich von Herzogenberg (1843–1900) – Instrumental- und Vokalwerke
- Ernst Flügel (1844–1912) – Instrumental- und Vokalwerke
- Arnold Mendelssohn (1855–1933) – Instrumental- und Vokalwerke
- Josef Venantius von Wöss (1863–1943) – Instrumental- und Vokalwerke
- Max Reger (1873–1916) – Instrumental- und Vokalwerke, insbes. Orgelwerke, Chorwerke u. a. Der 100. Psalm, Requiem, Choralkantaten, Motetten
- Sigfrid Karg-Elert (1877–1933) – Instrumentalwerke (Orgel)
- August Högn (1878–1961) – Vokalwerke, u. a. Messen, Marienlieder
- Gregor Schwake (1892–1967) – Vokalwerke, u. a. Dachauer Messe
- Johann Nepomuk David (1895–1977) – Instrumental- und Vokalwerke
- Johannes Weyrauch (1897–1977) – Instrumental- und Vokalwerke
- Ernst Pepping (1901–1981) – Instrumental- und Vokalwerke
- Hans Friedrich Micheelsen (1902–1973) – Instrumental- und Vokalwerke
- Theophil Laitenberger (1903–1996) – Instrumental- und Vokalwerke
- Günter Raphael (1903–1960) – Instrumental- und Vokalwerke
- Joseph Ahrens (1904–1997) – Instrumentalwerke (Orgel)
- Hermann Schroeder (1904–1984) – Instrumental- und Vokalwerke
- Kurt Thomas (1904–1973) – Instrumental- und Vokalwerke, u. a. Motetten, Oratorium, Messe, Psalm
- Helmut Bornefeld (1906–1990) – Instrumental- und Vokalwerke
- Hugo Distler (1908–1942) – Instrumental- und Vokalwerke
- Kurt Fiebig (1908–1988) – Vokalwerke, u. a. Hallische Kantate vom Wort Gottes, Markus-Passion, Adventsoratorium
- Kurt Hessenberg (1908–1994) – Instrumental- und Vokalwerke
- Johannes Petzold (1912–1985) – Instrumental- und Vokalwerke
- Hermann Stern (1912–1978) – Instrumental- und Vokalwerke
- Siegfried Reda (1916–1968) – Instrumental- und Vokalwerke
- Hans Martin (1916–2007) – Instrumental- und Vokalwerke, u. a. Messen, Proprien, Motetten, Kantaten, Passion, Orgelwerke
- Max Baumann (1917–1999) – Instrumental- und Vokalwerke
- Johannes Driessler (1921–1998) – Instrumental- und Vokalwerke
- Anton Heiller (1923–1979) – Instrumental- und Vokalwerke
- György Ligeti (1923–2006) – Instrumental- und Vokalwerke
- Bertold Hummel (1925–2002) – Instrumental- und Vokalwerke
- Carl Theodor Hütterott (1926–2023) – Instrumental- und Vokalwerke
- Manfred Schlenker (1926–2023) – Instrumental- und Vokalwerke
- Helmut Barbe (1927–2021) – Vokalwerke
- Josef Michel (1928–2002) – Vokalwerke
- Manfred Kluge (1928–1971) – Instrumental- und Vokalwerke
- Edgar Rabsch (1928–1990) – Instrumental- und Vokalwerke
- Matthias Kern (1928–2014) – Instrumentalwerke (Orgel)
- Siegfried Strohbach (1929–2019) – Vokalwerke, u. a. Kantaten, Motetten, Passion
- Martin Gotthard Schneider (1930–2017) – Vokalwerke, Kirchenlieder
- Wolfgang Stockmeier (1931–2015) – Instrumental- und Vokalwerke
- Hans Georg Bertram (1936–2013) – Vokalwerke, u. a. Weihnachtskantate
- Oskar Gottlieb Blarr (* 1934) – Instrumental- und Vokalwerke
- Wolfgang Hufschmidt (1934–2018) – Instrumental- und Vokalwerke
- Rolf Schweizer (1936–2016) – Instrumental- und Vokalwerke
- Wolfram Menschick (1937–2010) – Instrumental- und Vokalwerke
- Helge Jung (1943–2013) – Instrumental- und Vokalwerke
- Horst Lohse (* 1943) – Instrumental- und Vokalwerke
- Michael Radulescu (1943–2023) – Instrumental- und Vokalwerke
- Kurt Grahl (1947–2025) – Instrumental- und Vokalwerke
- Bernhard Hemmerle (* 1949) – Instrumental- und Vokalwerke
- Hans-Peter Braun (* 1950) – Instrumental- und Vokalwerke, Kantaten, Orgelzyklen, Cembalozyklus, Liederzyklus
- Beate Leibe (* 1954) – Instrumental- und Vokalwerke
- Andreas Willscher (* 1955) – Instrumental- und Vokalwerke, u. a. Oratorien Ansgar Apostel des Nordens und Ans Licht über die Lübecker Märtyrer
- Wolfgang Seifen (* 1956) – Instrumental- und Vokalwerke
- Claus Kühel (* 1957) – Instrumental- und Vokalwerke
- Franz Surges (1958–2015) – Instrumental- und Vokalwerke
- Ingo Bredenbach (* 1959) – Instrumental- und Vokalwerke
- Ludger Stühlmeyer (* 1961) – Instrumental- und Vokalwerke, u. a. Kantaten, Messen, Motetten, Passion, Orgelwerke
- David Haladjian (* 1962) – Instrumental- und Vokalwerke, u. a. Missa de Lumine und Stabat Mater
- Johannes Matthias Michel (* 1962) – Instrumental- und Vokalwerke
- Carsten Klomp (* 1965) – Instrumental- und Vokalwerke
- Volker Felgenhauer (* 1965) – Instrumental- und Vokalwerke
- Wolfram Graf (* 1965) – Instrumental- und Vokalwerke
- Stefan Hippe (* 1966) – Vokalwerke
- Manuela Nägele (* 1967) – Vokalwerke, Oratorien
- Traugott Fünfgeld (* 1971) – Instrumental- und Vokalwerke
- Martin A. Seidl (* 1975) – Instrumental- und Vokalwerke
- Uwe Steinmetz (* 1975) – Instrumental- und Vokalwerke
- Elias Praxmarer (* 1994) – Instrumental- und Vokalwerke

## England

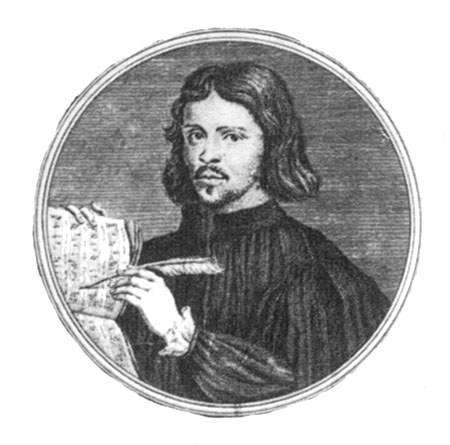
Thomas Tallis

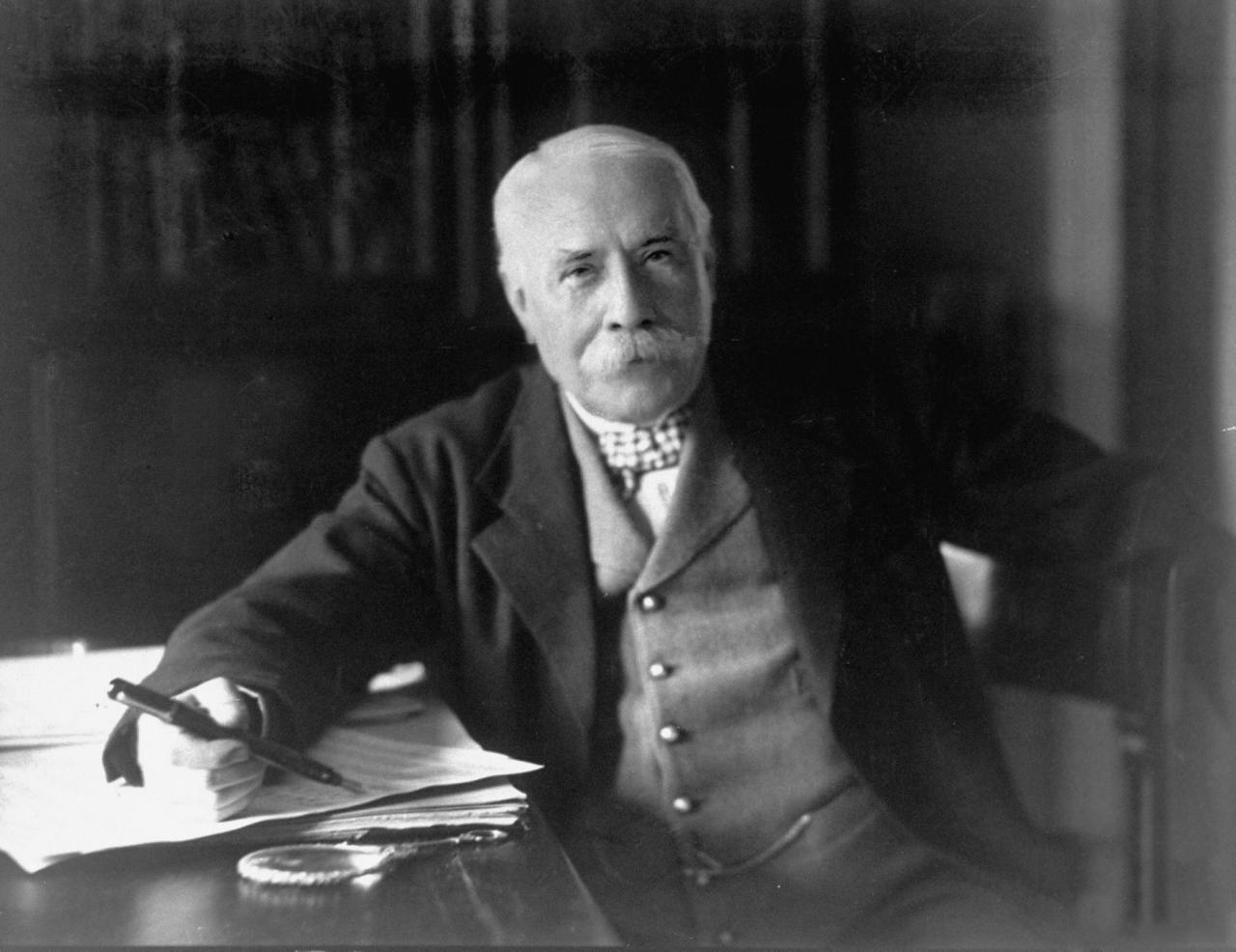
Edward Elgar

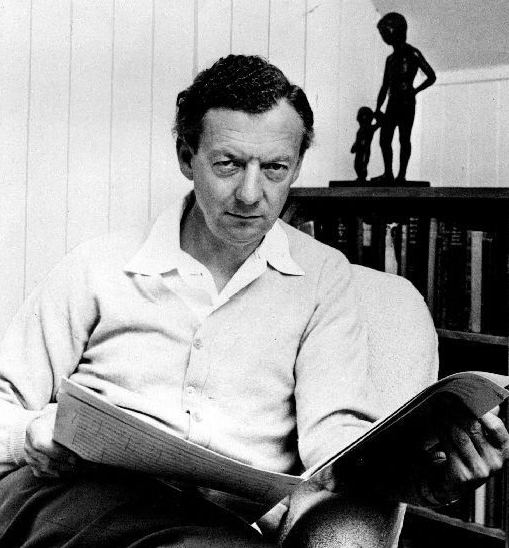
Benjamin Britten

- John Taverner (um 1485 – 1545) – Instrumental- und Vokalwerke
- Thomas Tallis (um 1505 – 1585) – Instrumental- und Vokalwerke
- William Byrd (1543–1623) – Instrumental- und Vokalwerke
- Henry Lawes (1595–1662) – Instrumental- und Vokalwerke
- William Lawes (1602–1645) – Instrumental- und Vokalwerke
- John Blow (1649–1708) – Instrumental- und Vokalwerke
- Henry Purcell (1659–1695) – Instrumental- und Vokalwerke
- Georg Friedrich Händel (1685–1759) – Instrumental- und Vokalwerke
- Thomas Arne (1710–1778) – Instrumental- und Vokalwerke
- Jonathan Battishill (1738–1801) – Instrumental- und Vokalwerke
- Frederick Ouseley (1825–1889) – Instrumental- und Vokalwerke
- John Stainer (1840–1901) – Vokalwerke
- Charles Villiers Stanford (1852–1924) – Instrumental- und Vokalwerke
- Edward Elgar (1857–1934) – Instrumental- und Vokalwerke
- Ralph Vaughan Williams (1872–1958) – Instrumental- und Vokalwerke
- Gustav Holst (1874–1934) – Vokalwerke
- Alfred William Abdey (1876–1952) – Instrumental- und Vokalwerke
- Benjamin Britten (1913–1976) – Instrumental- und Vokalwerke, u. a. War Requiem und A Ceremony of Carols
- William Lloyd Webber (1914–1982) – Instrumental- und Vokalwerke, u. a. Missa Princeps Pacis und The Saviour – A meditation upon the death of Christ
- Peter Maxwell Davies (1934–2016) – Instrumental- und Vokalwerke
- Colin Mawby (1936–2019) – Vokalwerke
- John Tavener (1944–2013) – Instrumental- und Vokalwerke
- John Rutter (* 1945) – Instrumental- und Vokalwerke, u. a. Magnificat und Requiem
- Christopher Tambling (1964–2015) – Instrumental- und Vokalwerke

## Frankreich

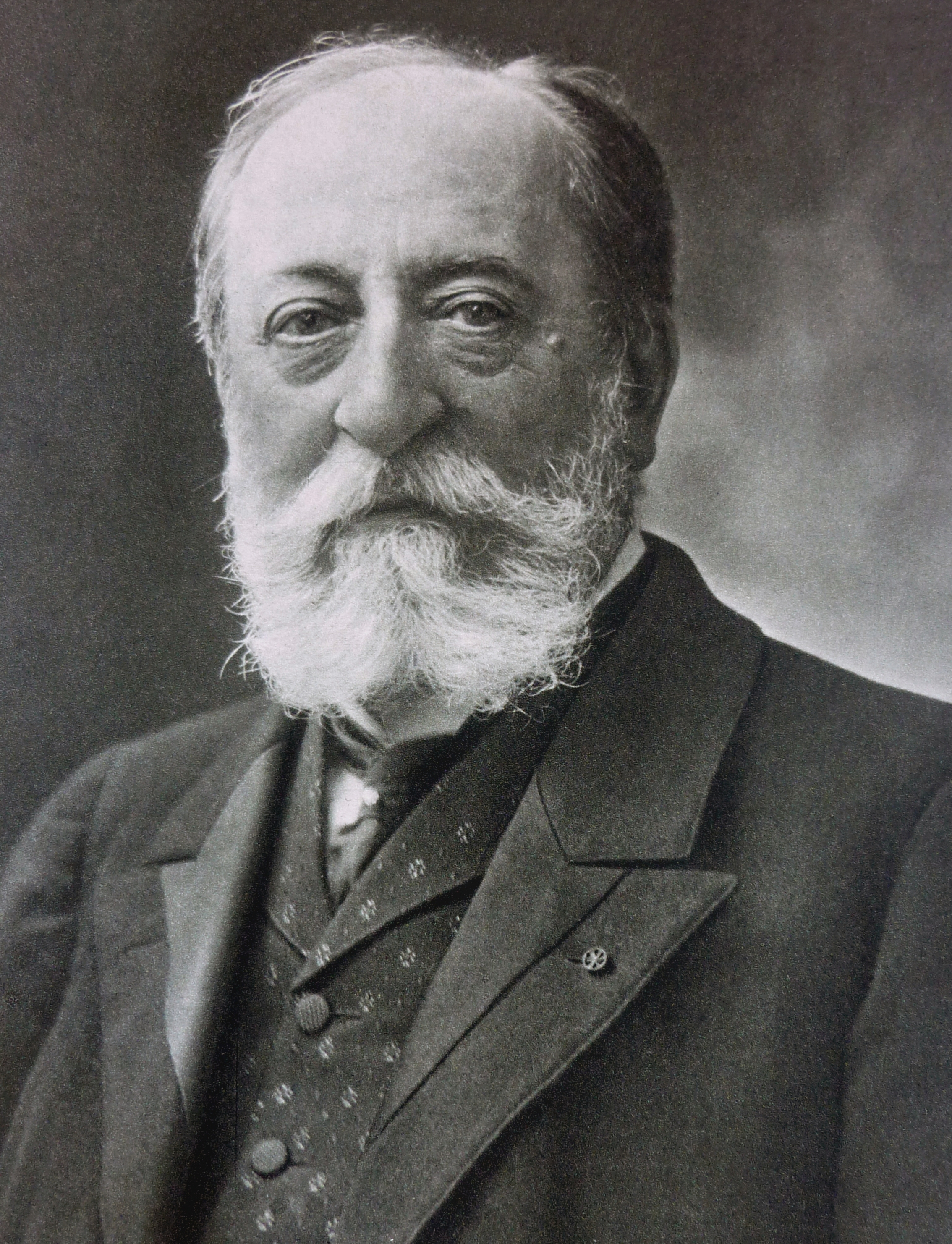
Camille Saint-Saëns

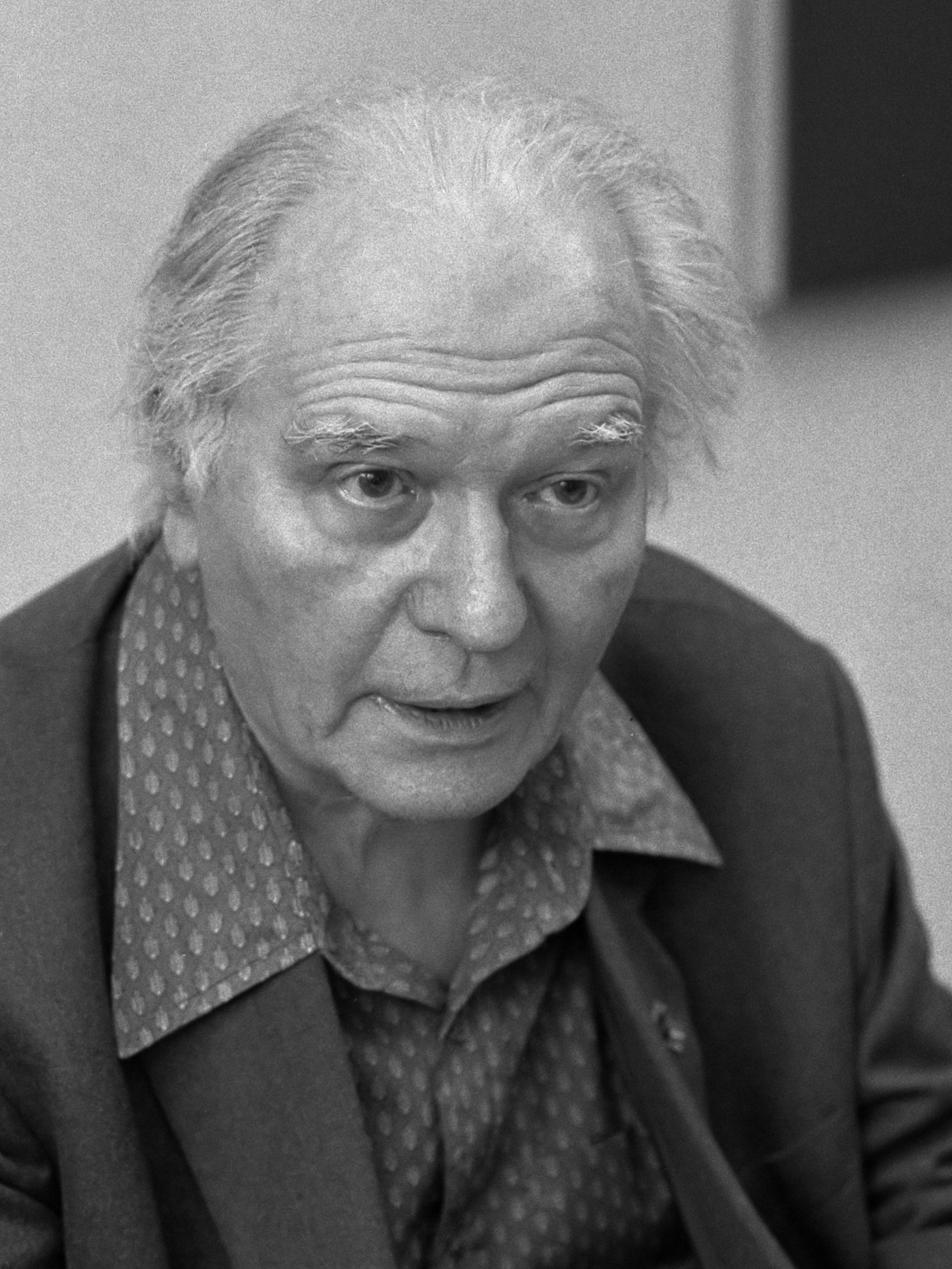
Olivier Messiaen

- Eustache du Caurroy (1549–1609) – Vokalwerke
- Henri Dumont (1610–1684) – Instrumental- und Vokalwerke
- Jean-Baptiste Lully  (1632–1687) – Instrumental- und Vokalwerke
- Marc-Antoine Charpentier (1643–1704) – Instrumental- und Vokalwerke
- Michel-Richard Delalande (1657–1726) – Instrumental- und Vokalwerke
- François Couperin (1668–1733) – Instrumental- und Vokalwerke
- Pierre-César Abeille (1674–nach 1733) – Vokalwerke
- César Franck  (1822–1890) – Instrumental- und Vokalwerke
- Camille Saint-Saëns (1835–1921) – Instrumental- und Vokalwerke, u. a. Oratorio de Noël und Requiem
- Félix-Alexandre Guilmant (1837–1911) – Instrumental- und Vokalwerke
- Charles-Marie Widor (1844–1937) – Instrumental- und Vokalwerke
- Eugène Gigout (1844–1925) – Instrumentalwerke
- Gabriel Fauré (1845–1924) – Instrumental- und Vokalwerke
- Louis Vierne (1870–1937) – Instrumental- und Vokalwerke
- Marcel Dupré (1886–1971) – Instrumental- und Vokalwerke
- Francis Poulenc (1899–1963) – Instrumental- und Vokalwerke
- Maurice Durufle (1902–1986) – Instrumental- und Vokalwerke
- Jean Langlais (1907–1991) – Instrumental- und Vokalwerke
- Olivier Messiaen (1908–1992) – Instrumental- und Vokalwerke, u. a. La Nativité du Seigneur und Saint François d’Assise
- Jehan Alain (1911–1940) – Instrumental- und Vokalwerke
- Naji Hakim (* 1955) – Instrumental- und Vokalwerke

## Italien

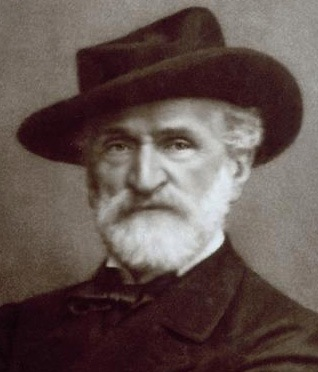
Giuseppe Verdi

- Giovanni Pierluigi da Palestrina (1525–1594) – Vokalwerke, u. a. Messen
- Giovanni Gabrieli (1556/57–1612) – Instrumental- und Vokalwerke
- Claudio Monteverdi (1567–1643) – Vokalwerke
- Floriano Canale (vor 1575 – nach 1612) – Vokalwerke
- Girolamo Frescobaldi (1583–1643) – Instrumental- und Vokalwerke
- Giacomo Carissimi (1605–1674) – Vokalwerke
- Alessandro Scarlatti (1660–1725) – Vokalwerke
- Antonio Vivaldi (1678–1741) – Instrumental- und Vokalwerke
- Giovanni Pacini (1796–1867) – Vokalwerke, u. a. Oratorien, Kantaten, Messen
- Giuseppe Verdi (1813–1901) – Vokalwerke, Messa da Requiem und Quattro pezzi sacri
- Giacomo Puccini (1858–1924) – Vokalwerke, Messa di Gloria

## Polen

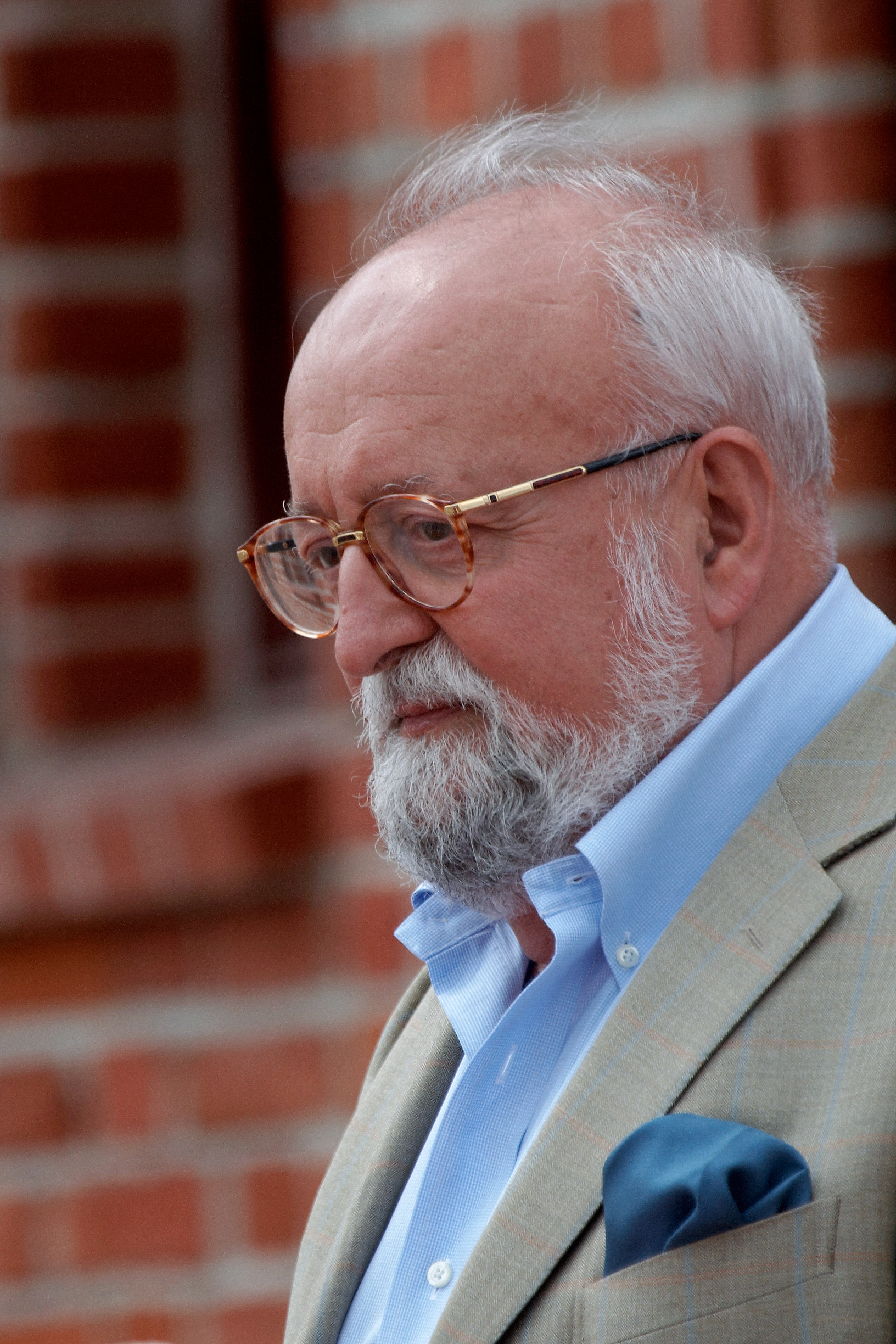
Krzysztof Penderecki

- Krzysztof Penderecki (1933–2020) – Instrumental- und Vokalwerke, u. a. Lukas-Passion

## Russland

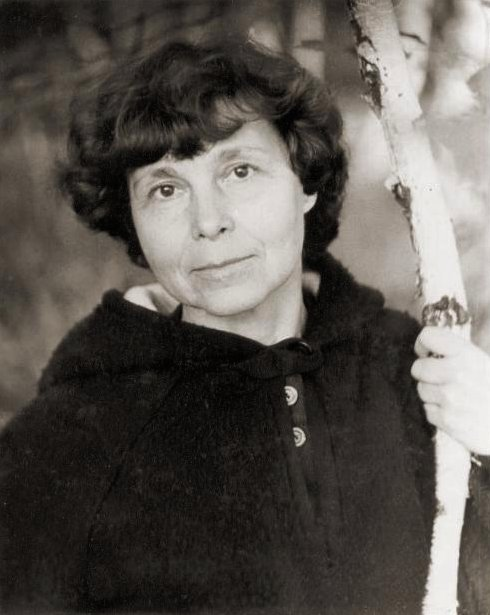
Sofia Gubaidulina

- Dmitri Bortnjanski (1751–1825) – Vokalwerke, u. a. Große Doxologie und Du Hirte Israels, höre
- Sergei Rachmaninow (1873–1943) – Vokalwerke, u. a. Deus meus, Die in Fürbitten unermüdliche Gottesgebärerin
- Igor Strawinsky (1882–1971) – Vokalwerke, u. a. Pater noster, Psalmensinfonie, Requiem Canticles
- Sofia Asgatowna Gubaidulina (1931–2025) – Instrumental- und Vokalwerke

## Spanien
- Antonio Soler (1729–1783) – Instrumentalwerke
- Felip Pedrell (1841–1922)

## Tschechien
- Jiří Družecký (1745–1819) – Vokalwerke
- Petr Eben (1929–2007) – Instrumental- und Vokalwerke

## Skandinavien
- Thorvald Aagaard (1877–1937)  – Instrumental- und Vokalwerke
- Thorleif Aamodt (1909–2003) – Instrumental- und Vokalwerke

## Vereinigte Staaten von Amerika
- Mary Elaine Gentemann (1909–2008), Vokalwerke mit Orgelbegleitung
- Robert Ray (1946–2022), Vokalwerke
- Clarence Rivers (1931–2004), Vokalwerke
- Mary Lou Williams (1910–1981), Vokal- und Instrumentalwerke